# 神原神社古墳
神原神社古墳（かんばらじんじゃこふん）は、島根県雲南市加茂町神原にあった古墳。形状は方墳。現在では墳丘は失われている。出土品は国の重要文化財・雲南市指定有形文化財に指定されている。

## 概要

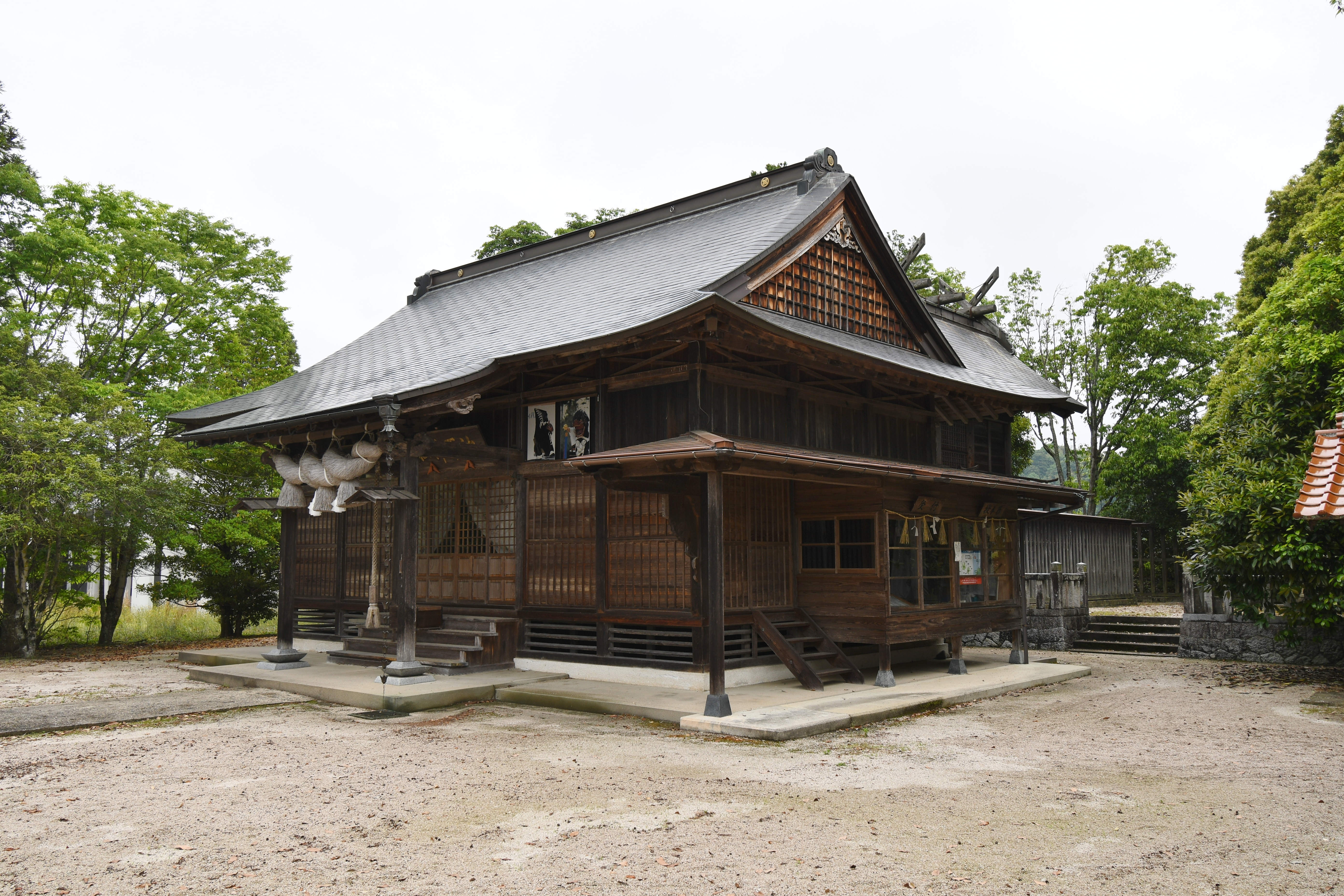
神原神社社殿昭和46年移転。移転前の本殿は古墳上に所在。

島根県東部、斐伊川支流の赤川の南岸の河岸段丘状微高地の突端部（標高36メートル、周辺水田面からの比高約5メートル）に築造された古墳である。南側丘陵には神原正面遺跡（弥生時代中-後期の墳墓群・古墳時代前期の小古墳群）が、南西側丘陵には土井・砂古墳（破鏡出土）が分布する。かつては神原神社（出雲国風土記所載社・延喜式内社）の旧社殿下に所在し、1972-1973年度（昭和47-48年度）に赤川拡幅工事に伴う発掘調査が実施され、調査後に消滅している。
墳丘は神原神社社殿の増改築で改変されていたが、墳形は方形とみられ、推定復元規模で南北27-30メートル×東西22-26メートル・高さ約6.9メートルを測った。墳丘は段丘をL字形に掘削して方形台を形成し、その上に盛土によって構築される。墳丘外表で葺石・埴輪は確認されていない。また墳丘周囲では、少なくとも西側から南側にかけて底幅1.6-4.0メートルの周溝が巡らされる。埋葬施設は、墳丘中央部における竪穴式石室（竪穴式石槨）1基で、内部に割竹形木棺を据えたとみられる。石室内からは景初三年銘三角縁神獣鏡のほか、素環頭大刀を始めとする豊富な鉄製品が出土し、墓坑内や石室上面からは土師器が出土している。
築造時期は、古墳時代前期の4世紀代と推定される。典型的な前期古墳であり、特に「景初三年」の紀年銘は魏の年号で西暦239年を指し、『魏志倭人伝』で邪馬台国女王の卑弥呼が遣使して銅鏡100枚をもらい受けたと記す年にあたることから、卑弥呼の鏡を出土した古墳として注目される。
主な出土品は1981年（昭和56年）に国の重要文化財に指定され、その他の出土遺物は2004年（平成16年）に雲南市指定有形文化財に指定されている。現在では石室は神原神社境内に移築復元されている。

## 遺跡歴

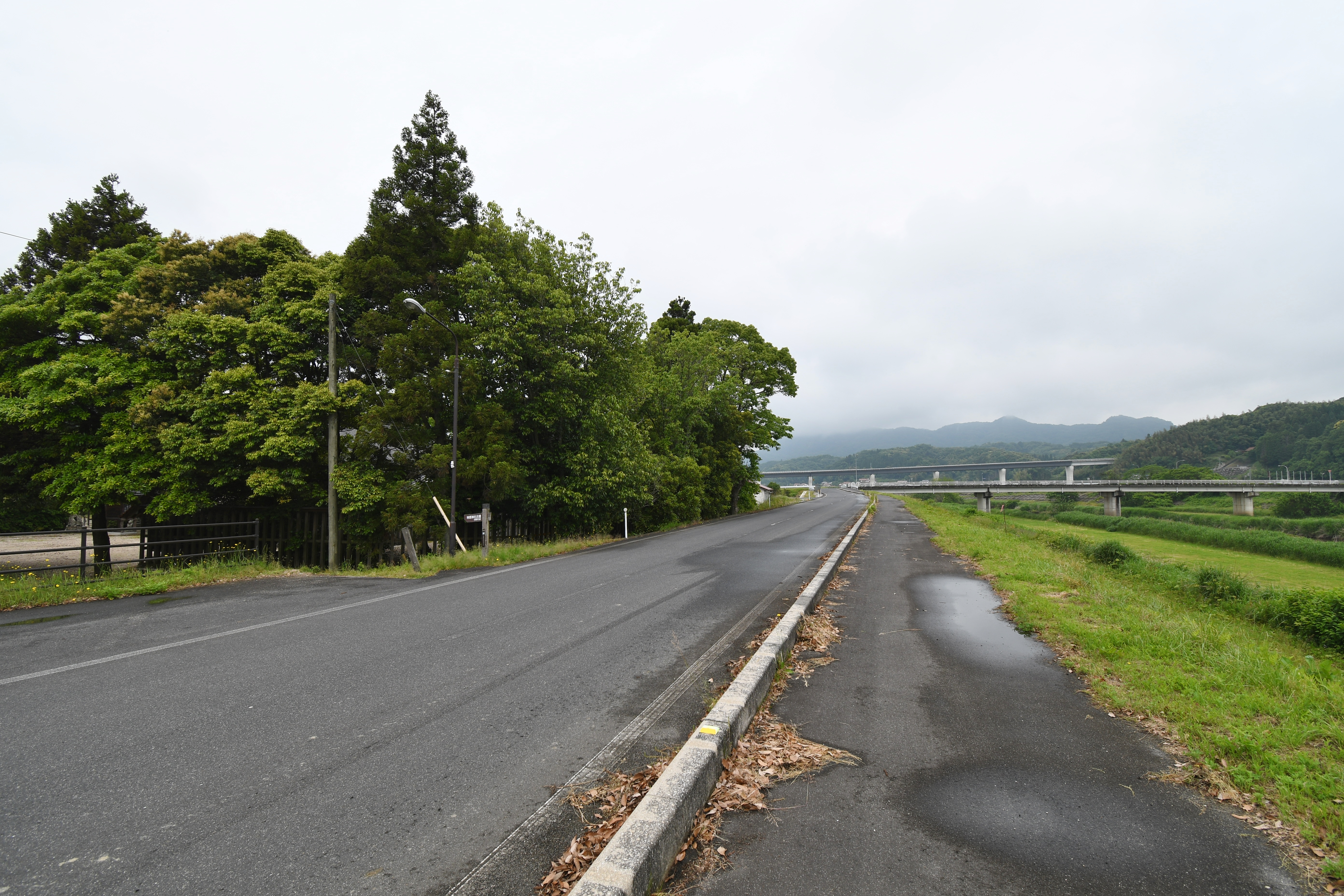
跡地付近左に神原神社社叢、右に赤川。社叢右の堤防付近に古墳跡地。

- 中世末には古墳上に神原神社本殿の建立、以後増改築[1]。
  - 『雲陽誌』では、「神寶明神」として記載し、慶長16年（1611年）・正保3年（1646年）の棟札があるとする。
  - 天明年間（1781-1789年）、神社改修。
  - 江戸時代末期、石室の一部が露出するような境内工事（拝殿横の安政6年（1859年）銘常夜灯には石室壁石の石材を使用か）。
  - 1929年（昭和4年）、本殿と拝殿の比高差解消のため本殿下の切り下げ、天井石1枚の掘り当て。
- 1961・1964年（昭和36・39年）、出雲地域で水害。
- 1965年（昭和40年）、赤川の河川改修工事事業の着手。
- 1971年（昭和46年）、神原神社の移転工事。
- 1972-1973年度（昭和47-48年度）、赤川拡幅工事に伴う発掘調査（加茂町教育委員会、2002年に報告）[2]。
  - 1972年4月、島根県土木部から島根県教育委員会に古墳の記録保存の依頼（当初は埋葬施設を箱式石棺等とする通有の小円墳と想定）。
  - 1972年8月、墳丘上面の発掘調査。竪穴式石室の発見、景初三年銘鏡の出土。
  - 古墳の取り扱いについて協議、隣接地への移転が決定。
  - 1973年11-12月、墳丘・石室の発掘調査。
  - 1974年1月、石室の移築用地として、隣接地の買収。
  - 1974年3月、移築用地の造成完了、出土品が国保有の文化財化。
- 1974年度（昭和49年度）、竪穴式石室の移築復元。
  - 1974年6-7月、石室の移築復元作業。
  - 1975年3月、石室保護棟建設・説明板設置等完了。
  - 1975年4月、竣工、一般公開。
- 1981年（昭和56年）6月9日、主な出土品が国の重要文化財に指定[3]。
- 2004年（平成16年）4月12日、重要文化財指定外の出土遺物が雲南市指定有形文化財に指定。

## 埋葬施設

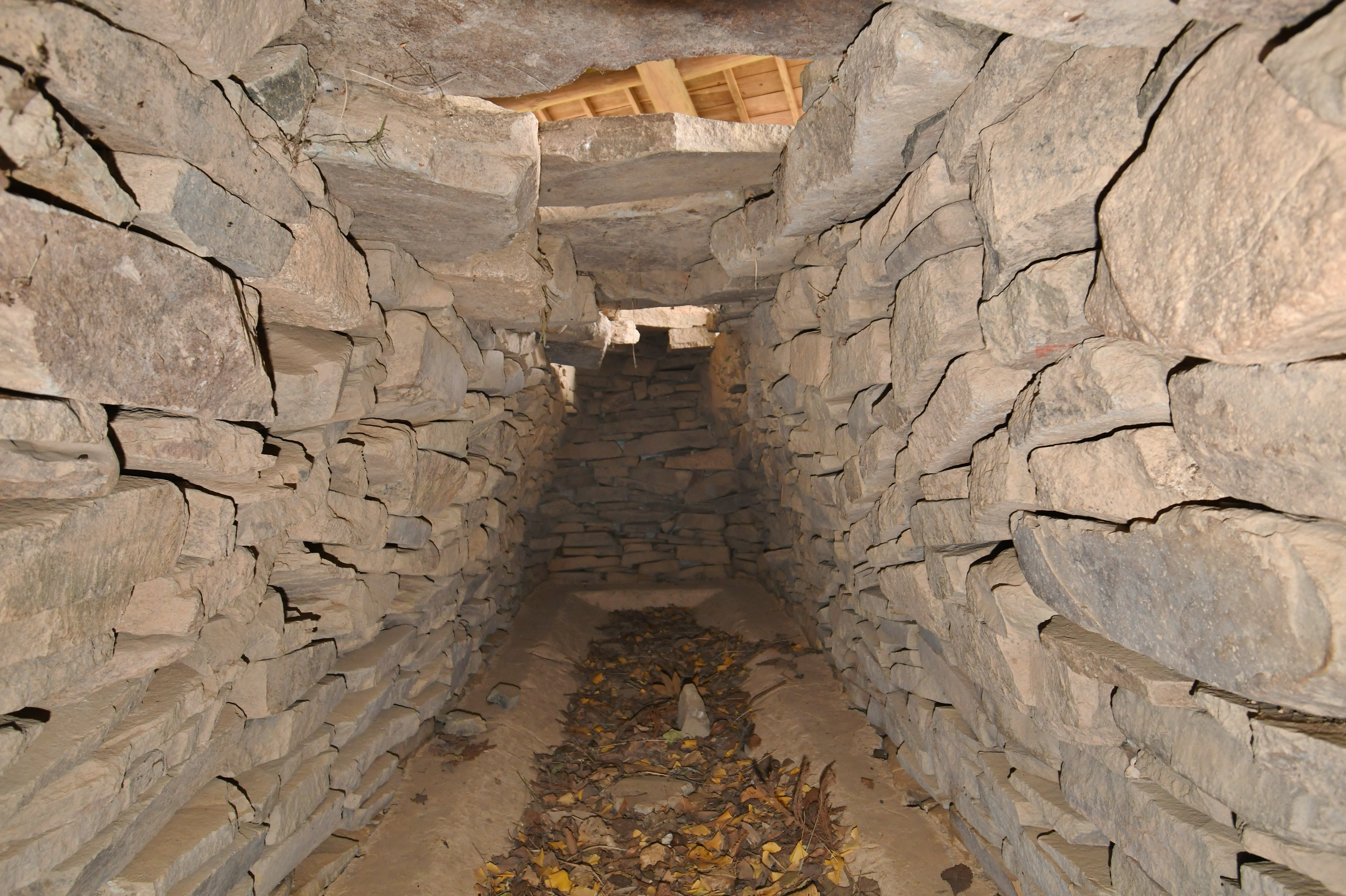
移築竪穴式石室内部

埋葬施設としては、墳丘中央部において竪穴式石室（竪穴式石槨）1基が構築されている。主軸はほぼ北-南方位で、5度西に振る。墓坑は地山上の盛土約1.6メートルの高さから掘り込まれており、小判形に近い隅丸長方形で、上端で南北約7.5メートル・東西約4.6メートルを測る。
石室の石材の大部分は、北西約3.5キロメートルの大黒山周辺産とみられる玄武岩質安山岩の板石で、小口積みによって持ち送り状に構築される。狭長の石室で、内法は長さ5.75メートル・幅1.3メートル（北側）・0.95メートル（南側）・高さ1.5メートル（北端）・1.2メートル（南端）を測る。石室の最下段の板石下には粗目の布痕跡が認められ、石室構築の最初の段階で布を敷いたとみられる。石室床面には浅いU字形の粘土床を敷き、北側が4センチメートル高く、中央やや北寄りには0.50メートル×0.70メートルの範囲で朱が認められる。くぼみの形状から、長さ5.28メートルの長大な割竹形木棺を据えたとみられる。棺内からは三角縁神獣鏡のほか素環頭大刀などの武器や農工具が出土し、棺外からは鉄ヤリが出土している。
石室下には排水溝が設けられており、西側壁の最下段の石下に溝口があり、西10度南の方向に長さ6メートルの栗石による石組暗渠が確認されている。また墓坑内の石室東外側には土坑（埋納坑）が確認されている。土坑は隅丸長方形で、長さ1.60メートル・幅0.40メートル・深さ復元0.45メートルを測り、内部には土師器壺5個体と多量の赤色顔料が確認されている。そのほか、石室天井石上面からは多数の土師器が出土している。

## 出土品

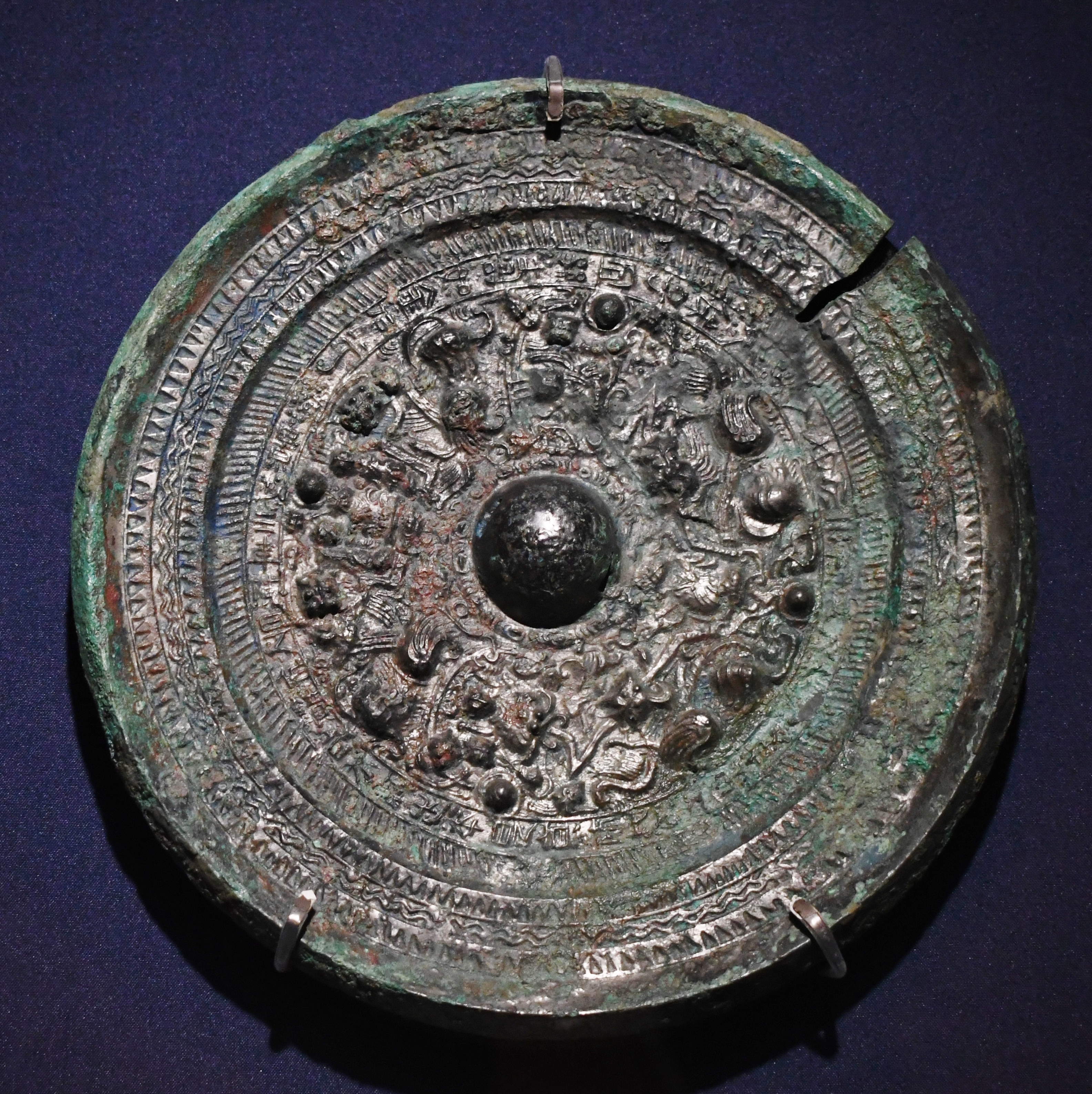
「景初三年」銘三角縁神獣鏡反時計回り10時-9時付近に「景初三年」の紀年銘。島根県立古代出雲歴史博物館展示。

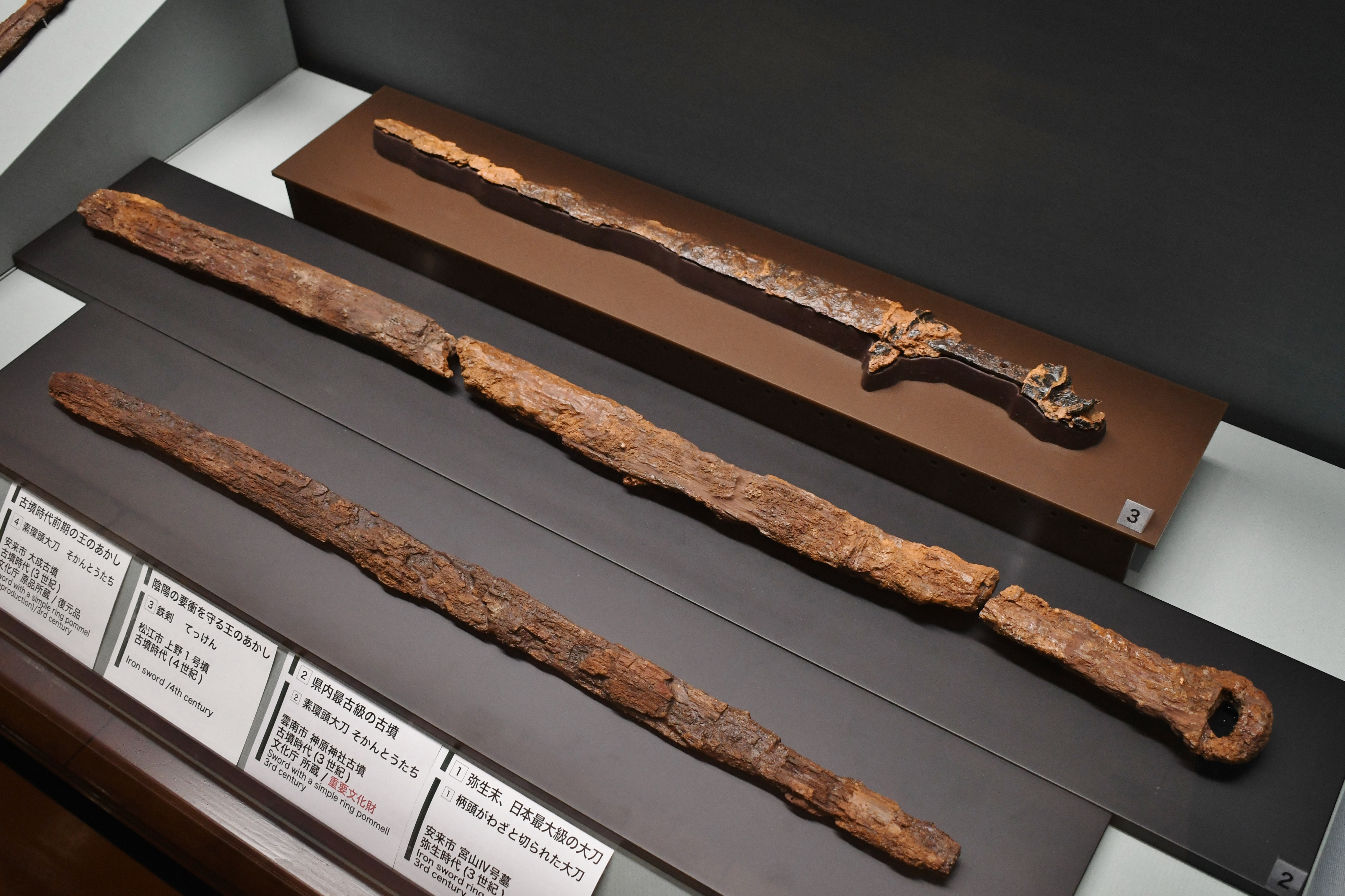
素環頭大刀（中央）島根県立古代出雲歴史博物館展示。

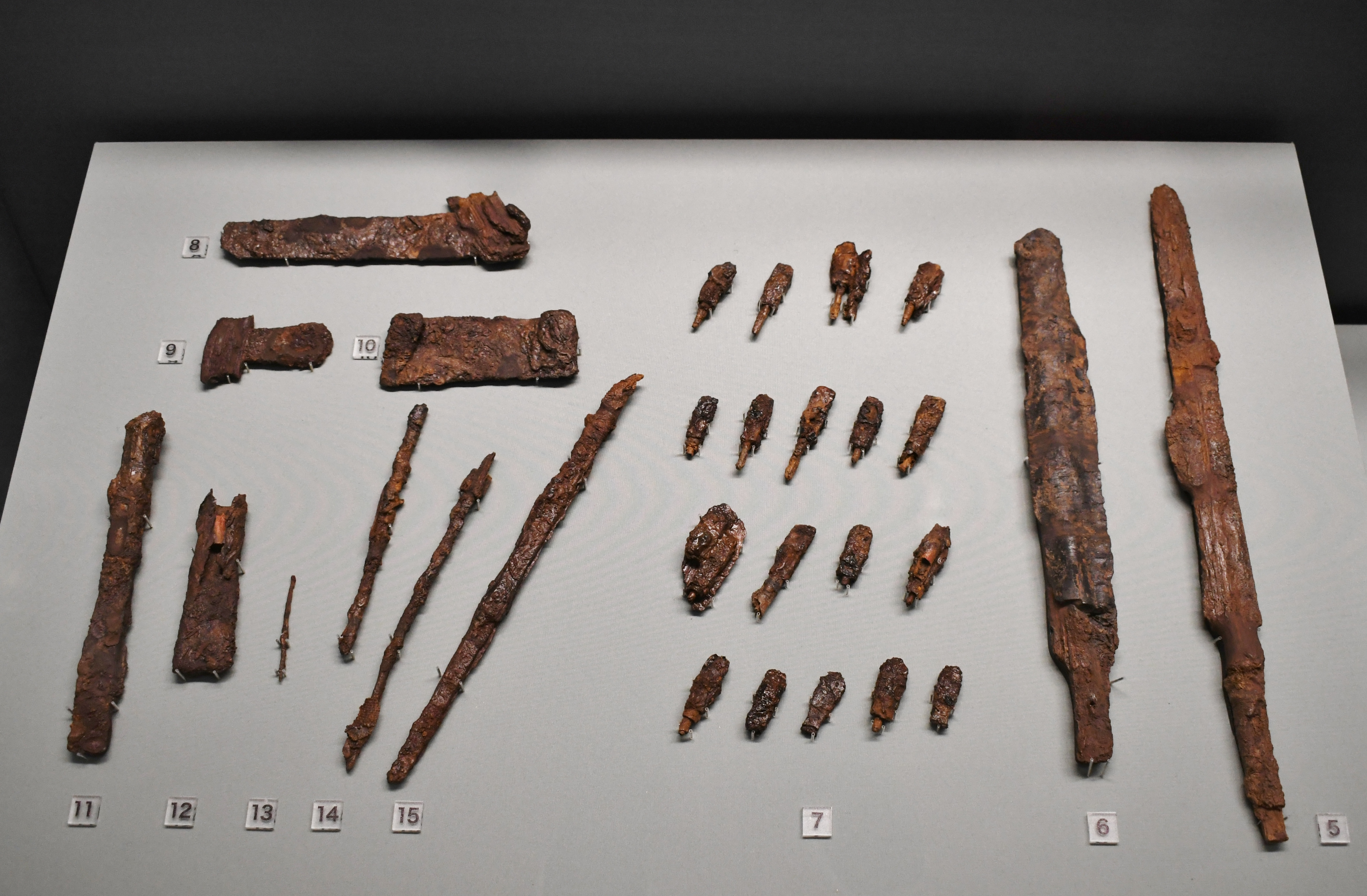
鉄製品島根県立古代出雲歴史博物館展示。

### 一覧
石室内外から出土した副葬品は次の通り。
| 石室内出土         |        |                                                                            |
| 棺内               | 鏡     | 三角縁四神四獣鏡 1                                                         |
| 棺内               | 武器   | 鉄製素環頭大刀 1 鉄製直刀 1 鉄剣 1 鉄鏃（残欠共） 36 矢羽部分漆膜残欠 一括 |
| 棺内               | 農工具 | 鉄斧 2 鉄製鉇 1 鉄鑿 1 鉄錐 2 鉄鍬先 1 鉄鎌 1 鉄針 2                       |
| 棺内               | その他 | 棺材残欠 鉄器残欠 木材残欠 朱 木炭                                         |
| 棺外               | 武器   | 鉄ヤリ 1                                                                   |
| 埋納坑出土         |        |                                                                            |
|                    |        | 土師器壺 3 土師器甕 2 赤色顔料（ベンガラ、朱）                             |
| 石室天井石上面出土 |        |                                                                            |
|                    |        | 土師器壺 20以上 円筒土器 17以上 その他土器片（鼓形器台・高坏など）         |

### 景初三年銘三角縁神獣鏡
中国製の青銅鏡。直径23.0センチメートル、縁厚1.0センチメートル。鏡背には鈕の上下左右に乳4個を置き、神像4体を同向式で上下に階段状に配し、その間に獣像4体を配する。図柄の中央上方の乳から左行で41字が記されており、次のように判読される。
このうち、「景初」は魏の元号であり、「景初三年」は西暦239年を指すとされる。『魏志倭人伝』では、239年に邪馬台国女王の卑弥呼が遣使して各種贈物とともに銅鏡100枚をもらい受けたとみえることから、その1枚にあたる可能性があるとして注目される。景初三年の紀年銘鏡は、和泉黄金塚古墳（大阪府和泉市）出土鏡に続く2例目となる。
なお、三角縁神獣鏡とともに素環頭大刀などの複数刀剣類の副葬は、同様の方墳である大成古墳（安来市荒島町）でも知られ、直刀を副葬する山陰の弥生時代的なあり方に代わる新しい畿内的なあり方として捉えられる。

## 文化財

### 重要文化財（国指定）
- 出雲神原神社古墳出土品（考古資料） - 所有者は国（文化庁）、島根県立古代出雲歴史博物館保管。1981年（昭和56年）6月9日指定[3]。
  - 三角縁神獣鏡 1面 - 景初三年在銘。
  - 刀剣類
    - 素環頭大刀身 1口
    - 刀身 1口
    - 剣身 2口

  - 鉄鏃 残欠共 37本
  - 矢柄漆膜残欠 一括
  - 工具類
    - 鉄斧 2口
    - 鉄鉇 1本
    - 鉄鑿 1本
    - 鉄錐 2本

  - 鉄鍬 1箇
  - 鉄鎌 1箇
  - 鉄針 2本
  - 土師器 6口 - 土師器壺5口、円筒形埴輪1箇。

### 雲南市指定文化財
- 有形文化財
  - 神原神社古墳出土遺物（考古資料） - 重要文化財指定品を除く。円筒形土器、土師器壺、棺内出土朱、埋納坑内出土赤色顔料（ベンガラ）ほか。所有者は雲南市。2004年（平成16年）4月12日指定。

## 関連施設
- 島根県立古代出雲歴史博物館（出雲市大社町杵築東） - 神原神社古墳の出土品を展示。

## 関連文献
（記事執筆に使用していない関連文献）
- 前島己基・松本岩雄「島根県神原神社古墳出土の土器 -土器型式にみるその編年的位置について-」『考古学雑誌』第62巻第3号、日本考古学会、1976年12月、23-37頁。